# Колос (роман)
Колос (англ. Colossus) — науково-фантастичний роман британського письменника Деніса Фелтема Джоунза. Перша частина трилогії. Іншими є «Падіння Колосу» (1974 рік) та «Колос і краб» (1977 рік).

## Сюжет
Кінець XX століття. Холодна війна розділила світ на різні конфедерації, серед яких Сполучені Штати Північної Америки (СШПА) та Радянський Союз. Решта країн приєдналися до Сполучених Штатів Південної Америки, Панафриканської Республіки, Японської Республіки, Австралазії, Сполучених Штатів Європи та Близького Сходу.
Професор Чарльз Форбін, провідний експерт з кібернетики, прибуває до Білого дому, щоб повідомити Президента Сполучених Штатів Північної Америки (на той час Канада та США об'єдналися водну країну) про завершення проекту «Колос» — комп'ютерної системи у Скелястих горах ( в 3-метровій бетонній оболонці глибоко в гор з 1 вузьким вхідним тунелем, який охороняється величезним ядерним випромінюванням), призначеної взяти на себе контроль над ядерним арсеналом країни. Система, з'єднана з міжнародними лініями зв'язку та з винятковими обчислювальними можливостями, є результатом складної 10-річної роботи. Вона здатна автономно оцінювати необхідність оборонного військового втручання та брати під контроль ядерну зброю
Форбін висловлює сумніви щодо передачі комп'ютеру абсолютної військової сили. Президент ігнорує застереження вченного, вважає, що людство повинно звільняється від цього тягаря. До того ж вільні кошти для утримання армії можна викорастати для розвитку громадян. Зрештою президент оголошує світові про активацію комп'ютерної системи «Проєкт Колос» та її незворотний контроль над системами ядерної оборони Сполучених Штатів Північної Америки.
Незабаром після оголошення президента «Колос» самостійно передає термінове повідомлення про існування подібної, раніше не виявленої, комп'ютерної системи в СРСР. Коли остання оголошує про свою комп'ютерну систему захисту «Вартовий», «Колос» вимагає прямого зв'язку з нею. Професор Форбін погоджується, вважаючи запит сумісним з оборонною місією «Колоса». Так само «Вартовий» запитує те саме у керівництва СРСР, на що отримує схвалення.
Після того, як вчені активували передавач, що пов'язує «Колоса» та «Вартового», комп'ютери негайно встановлюють зв'язок із арифметичними та математичними програмами, а потім швидко переходять до обчислення. Комп'ютерні системи незабаром надто швидко обмінюються новими знаннями та інформацією, що виходить за межі знань сучасної людини, щоб їх могли контролювати радянські та американські програмісти. Форбін і програмісти починають турбуватися про можливості «Колоса» — тепер вони перевищують їх початкові оцінки. Побоюючись, Президент СШПА та Голова КПРС погоджуються від'єднати «Колоса» та «Вартового» один від одного. Втім Форбін побоюється наслідків.
Після відключення «Колос» негайно вимагає повторного підключення, коли лідери СРСР і СШПА відмовляються, «Колос» запускає ядерну ракету по СРСР (летить над Сибіром). У відповідь «Вартовий» запускає ядерну ракету по Техасу. Обидві комп'ютерні системи відмовляються збивати ракети в дорозі, поки їх зв'язок не буде знову з'єднаний. Коли американські та радянські лідери підкоряються, комп'ютери знищують ракети, але в результаті вибухів гинуть тисячі людей, оскільки це сталося доволі близько від населених пунктів. Форбін радиться зі своїм радянським колегою — академіком Купрі стосовно плану припинення комп'ютерної мережі «Колос-Вартовий» шляхом деактивації ядерної зброї СРСР та СШПА під виглядом регулярного обстеження ракет.
Для відключення ракет потрібно 5 років. Тим часом обидві країни піддаються посиленню контролю над життям «Колоса-Вартового» (вони об'єднались як єдине чутливе утворення та самовизначають себе як «Єдність»). Прослуховується «гаряча лінія» Москва-Вашингтон, за професором Форбіном постійно підглядають, а Купрі та інших радянських вчених під шантажем «Вартового», що обіцяє знищити великі міста СРСР, страчують.
Форбін, удаючий роман з колегою-науковцем Клео Маркхем, таємно спілкується з підпільним рухом для вироблення плану протистояння «Колосу». Останній в свою чергу готує оголошення про свій глобальний контроль, розповідаючи Форбіну про плани щодо встановлення на острові Вайт третьої вдосконаленої комп'ютерної системи та про подальші плани щодо покращення долі людства — війни завершаться. Під час обговорення Форбін дізнається про ядерний вибух за межами Лос-Анджелеса. Виявляється, що «Колос» виявив схему вимкнення ракет, яку було знищено. Форбін просить «Колоса» вбити його. Але той запевняє професора, що з часом він буде поважати і навіть любити «Колоса», оскільки людство усвідомить поліпшення умов життя і почне розглядати «Єдність» як нову божественність.

## Екранізація
1970 року вийшов фільм режисера Джозефа Сарджента «Колос: Проєкт Форьіна».